# Skatingland Schweiz

Skatingrouten, Stand 2006

Das Skatingland Schweiz ist ein Netz von Routen für Inlineskater in der Schweiz, welches Teil des Netzwerks SchweizMobil ist. Zwei der drei beschilderten nationalen Routen (1 und 3) bilden eine zusammenhängende Strecke von 450 Kilometern zwischen dem St. Galler Rheintal und dem Neuenburgersee. Sie ist damit die längste beschilderte Skatingroute Europas.

## Nationale Skatingrouten
Nationale Routen sind mehrtägige Fernrouten mit einheitlicher Beschilderung (einstellige Nummern). An den Etappenorten werden den Skatern verschiedene Unterkunftsmöglichkeiten geboten. Bisher gibt es drei Routen:
1. Rhein Skate: Bad Ragaz–Buchs SG–Altstätten–Rorschach–Kreuzlingen (125 km/4 Etappen)
2. Rhone Skate: Sierre–Sion–Saillon–Monthey–Vevey (100 km/3 Etappen)
3. Mittelland Skate: Rorschach–Romanshorn–Weinfelden–Winterthur–Zürich–Aarau–Solothurn–Biel–Neuchâtel–Murten–Estavayer-le-Lac (400 km/12 Etappen)

## Regionale Skatingrouten

Signalisation einer nationalen Skatingroute im Skatingland Schweiz

Daneben gibt es 13 regionale Skatingrouten, die sich für Tagesausflüge eignen. Sie weisen jeweils zweistellige Nummern auf.

## Skatingevents in der Schweiz
Skatingland Schweiz unterstützt regelmässige Events für Hobbysportler auf Schweizer Strassen. Dazu gehören die Slowups als autofreie Erlebnistage mit Volksfestcharakter (für Velofahrer und Inlineskater), geführte Monday Night Skates in den Städten sowie die Rennserie Swiss Inline Cup.